# Sayzā Nabarāwī
Sayza Nabarawi (in arabo سيزا نبراوي‎?; Il Cairo, 1897 – 1985) è stata una giornalista e politica egiziana.
Nota anche come Ceza Nabarawi, o Ceza Nabaraui, nata Zaynab Murād, è stata anche una militante femminista egiziana, diventata capo-redattrice di L'Egyptienne.

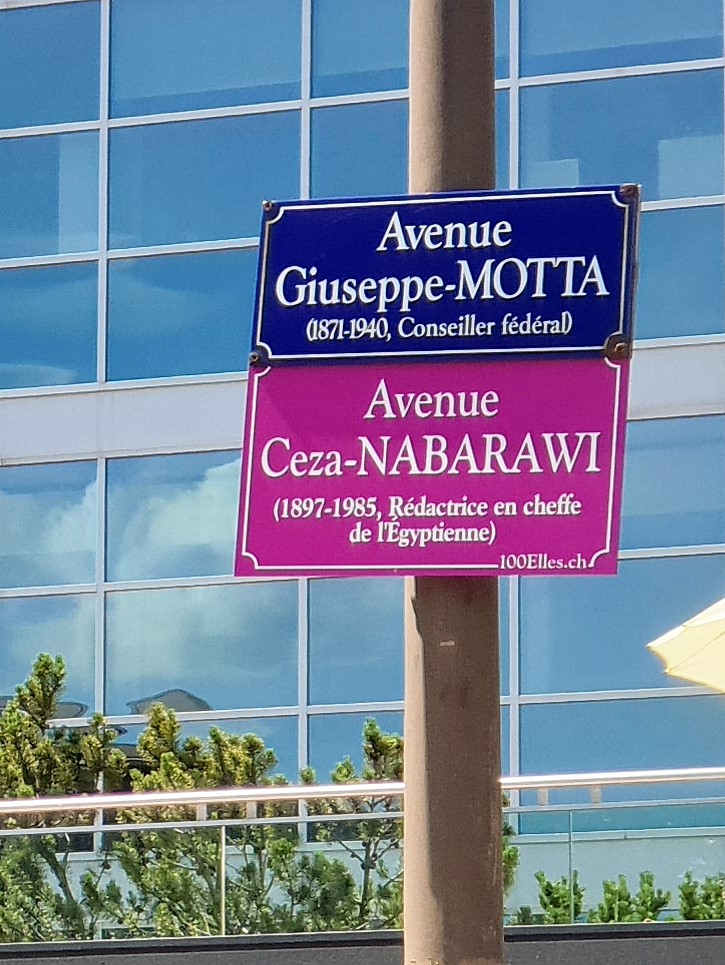
Via di Ginevra intitolata a Sayzā, nel quadro di un'iniziativa (chiamata 100elles) mirante a dedicare 100 nuove strade urbane a personalità femminili di spicco a livello internazionale.

## Biografia
Di padre di origine turca, vide la luce nel Palazzo Minshawī, nel distretto di Qurashiyya al Cairo, dove suo padre lavorava. Inizialmente chiamata Zaynab Muḥammad Murād, fu allevata da una cugina della madre, che non aveva avuto figli, di nome ʿĀdila Nabarāwī, e da suo marito, Ibrāhīm Nabarāwī, che le cambiarono nome in Sayza - o Ceza - Nabarāwī.
Suo bisnonno materno era un inglese, giunto in Egitto a metà del XIX secolo per la costruzione di una ferrovia, e che s'era convertito all'islam. Il nonno della matrigna, Ibrāhīm Nabarāwī, era stato uno dei primi studenti egiziani recatosi a studiare a Parigi, dove aveva sposato la figlia di uno dei suoi professori. La matrigna di Sayzā era nata in Francia. Da bimba, Sayzā era stata portata a Parigi, dove vivevano i suoi suoceri adottivi. Studiò in un istituto religioso a Versailles e poi a Parigi. Quando sua madre adottiva si suicidò, ella fu rimandata, adolescente di 15 anni, in Egitto e si scoprì allora che quelli che ella pensava fossero suoi genitori non lo erano biologicamente.
Moḥammed Murād e Fāṭma Hanīm, suoi genitori biologici, si offrirono di accoglierla ma Sayzā preferì vivere coi suoi suoceri materni, e riprese i suoi studi in una scuola francese, la scuola delle Dame di Sion, ad Alessandria d'Egitto. Hoda Sha'rawi, un'amica della madre adottiva, s'interessò della giovinetta, e l'aiutò.
Un gesto rilevante si produsse quando suo nonno insisté perché ella indossasse il tradizionale velo muliebre, La Nabarāwī però rifiutò e mise al suo posto un berretto da baseball, prima che Hoda Shaʿrāwī la persuadesse a portare il velo. Tuttavia, nel 1923, al suo ritorno da una conferenza internazionale sulle donne a Roma, assieme proprio a Hoda Sha'rawi decise di togliere il velo in pubblico mentre entrambe scendevano dal treno nella stazione del Cairo, mostrando (tra gli applausi generali delle femministe presenti, giunte per accogliere le due donne), il suo viso scoperto. ·  · .
Nabarāwī e Shaʿrāwī figurano tra le fondatrici dell'Unione Femminista Egiziana (in arabo الاتحاد النسائي المصري‎?, al-Ittiḥād al-Nisāʾī al-Miṣrī), impegnata per i diritti politici delle donne egiziane. Ceza Nabarāwī diviene anche redattrice-capo de L'Egyptienne, la rivista dell'Unione. Il suo sottotitolo recitava «Femminismo, sociologia, arte», questa rivista voleva armonizzare le rivendicazioni delle donne egiziane con il «movimente femminista internazionale», in vista della realizzazione di un'«era di giustizia e di pace».
Non era la prima e neppure l'unica pubblicazione femminista egiziana ma la sua posizione intellettuale e politica era significativa. L'uso della lingua francese indica che la rivista si rivolgeva più che altro all'alta borghesia nazionale e all'opinione pubblica europea. ·  La Nabarāwī vi scrisse così nel marzo del 1925 dell'impossibilità di fatto per le giornaliste egiziane di assistere alla sessione pubblica del Parlamento egiziano, in un articolo titolato Due pesi, due misure: 
 · .
Consacrò la sua vita alla causa militante femminista, scrivendo e partecipando a convegni e conferenze. Dedicò tutte le sue energie nella seconda parte degli anni 40 e degli anni 1950 a dare nuova vita all'Unione Femminista Egiziana. Rappresentò questo organismo in seno all'Ufficio Esecutivo dell'Alleanza Internazionale delle Donne (AIF, acronimo inglese della International Alliance of Women), quando la sua amica Huda Sha'rawi pensò di ritirarsi. Al congresso della IAW ad Amsterdam del 1949, fu eletta vice-Presidente. Il congresso della IAW del 1952, a Napoli, fu teatro di un confronto tra lei e Doria Shafik, venuta in rappresentanza del suo movimento, l'Unione della Figlia del Nilo (Bint al-Nil), che desiderava promuovere a livello internazionale a scapito dell'Unione Femminista Egiziana.
Ceza Nabarāwī intervenne ugualmente a Napoli contro il colonialismo, reagendo a interventi fatti da rappresentanti degli imperi coloniali. L'anno seguente, nel 1953, abbandonò però l'organizzazione femminista egiziana che proprio lei aveva contribuito a creare 30 anni prima. Era all'epoca giudicata troppo spostata a sinistra ed etichettata addirittura come comunista. Lo stesso anno aderisce a titolo individuale alla Federazione Democratica Internazionale delle Donne (FDIF) (in inglese Women's international democratic federation, o WIDF). Da allora, e fino alla morte nel 1985, ella si focalizza contro l'imperialismo, il razzismo, la povertà e per la pace e la causa palestinese..